# Pijnackeria masettii
Pijnackeria masettii – gatunek straszyka z rodziny Diapheromeridae i podrodziny Pachymorphinae.
Gatunek ten opisali w 2013 roku Valerio Scali, Liliana Milani i Marco Passamonti na podstawie okazów pozyskanych w latach 1998–2011. Epitet gatunkowy nadano na cześć Massimo Masettiego, badacza z Uniwersytetu w Pizie.
Samice (n=3) osiągają od 51,6 do 55,3 mm długości ciała. Ich ubarwienie może być jednolicie beżowe, jednolicie zielone, zielone z brązowymi pasami grzbietowymi, cynamonowe lub brązowe. Osobniki o ubarwieniu zielonym i beżowym zwykle mają oczy jasnobrązowe, podczas gdy te o ubarwieniu cynamonowym i brązowym oczy ciemniej pigmentowane. Czułki zbudowane są z od 12 do 14 członów i mają od 3,5 do 4,5 mm długości. Vomer subanalny nie występuje. Samice, tak jak u innych przedstawicieli rodzaju, mają spiczasty i sztywny wierzchołek odwłoka. Walwy pokładełka mają formę płytki o równoległych krawędziach bocznych i zwężonym, zaokrąglonym lub nieco wciętym odsiebnym końcu.
Gatunek ten jest rozmnażającą się partenogenetycznie triploidalną hybrydą o nieodkrytych i prawdopodobnie wymarłych gatunkach matczynym i ojcowskim. Kariotyp samicy to 3n=57. Triplety chromosomów często wykazują heteromorfizm – dwa są bardziej do siebie podobne niż trzeci. Najsilniej zaznaczone jest to w przypadku tripletu chromosomów 17, w których to przypadku duże satelity odznaczają się dymorfizmem. Jaja (n=9) tego gatunku mają od 3,9 do 4,6 mm długości, a ich szerokość jest od 2,52 do 3,3 raza większa od długości. Są one owalne, piaskowo ubarwione.
Do roślin żywicielskich tego patyczaka należą kolcolisty, szypliny i róża dzika.
Owad ten ma najszerszy zasięg spośród przedstawicieli rodzaju. Występuje we wschodniej Hiszpanii oraz południowo-zachodniej Francji.